# جبال بيهور
جبال بيهور (بالرومانية: Munții Bihorului)‏(بالمجرية: Bihar-hegység)‏، هي سلسلة جبال في غرب رومانيا، وهي جزء من جبال أبوسيني التي هي بدورها جزء من جبال الكاربات.
يبلغ طول الكتلة الصخرية الممتدة من الشمال الغربي إلى الجنوب الشرقي 25 كيلومتر (16 ميل) وعرضها 14 كيلومتر (8.7 ميل). تقع الكتلة الصخرية شرق بلدة أوتي في مقاطعة بيهور وشمال مدينة براد في مقاطعة هونيدوارا.
أعلى قمة في الجبل هي Cucurbăta Mare بارتفاع يبلغ 1,849 متر (6,066 قدم)؛ وهي أيضا أعلى قمة في جبال أبوسيني. القمم العالية الأخرى هي بوتيسا (1،790 م)، كارليغاتيلي (1،694 م)، بياترا جريتور (1،658 م)، وبوهودي (1،654 م).